# 에델 클레이턴

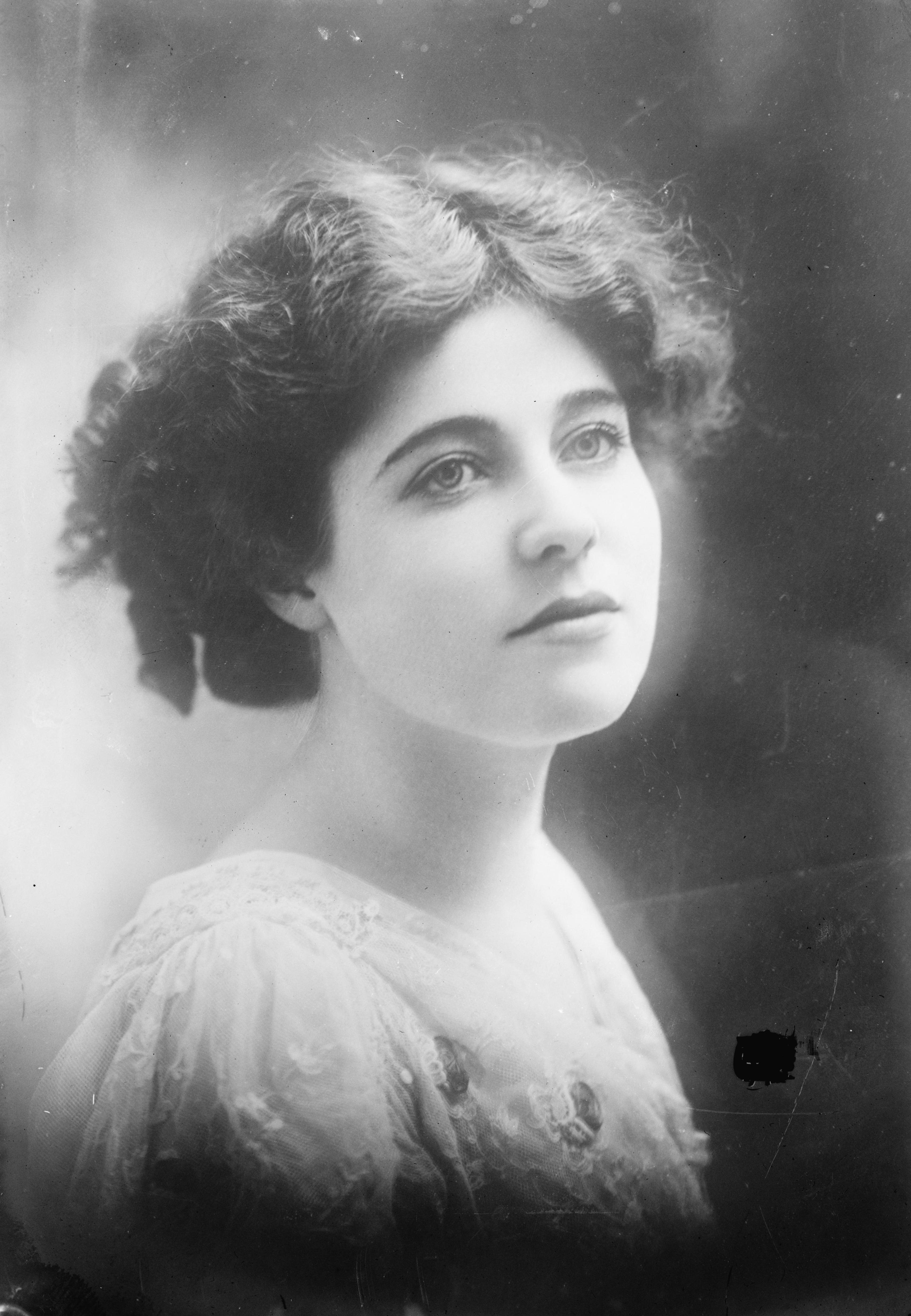

에델 클레이턴(Ethel Clayton, 1882년 11월 8일 ~ 1966년 6월 6일)는 미국의 배우, 연극 배우, 영화배우, 가수이다.
섐페인에서 태어났으며 옥스나드에서 사망하였다.

## 영화
- 딕시 (1943년)
- 럭키 조단 (1942년)
- 파리 허니문 (1939년)
- 싱 유 시너스 (1938년)
- 내일을 위한 길 (1937년)
- 히트 더 덱 (1930년)
- 마더 매크리 (1928년)